# Lythraceae
Lythraceae (J.St.-Hil., 1805), comunemente nota come Litracee, è una famiglia di piante appartenente all'ordine Myrtales dalla distribuzione cosmopolita.
Il nome della famiglia, inizialmente definita come Lythrariae, deriva da quello del tipo nomenclaturale di questa, ovvero il genere Lythrum.

## Descrizione

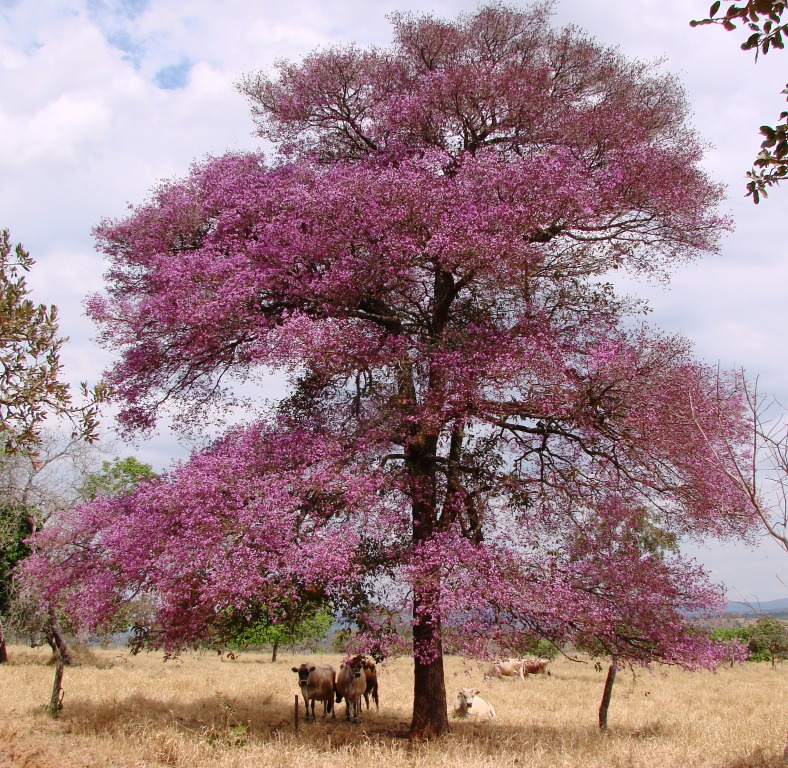
Physocalymma scaberrimum, detto localmente "coloradillo" o "lillo", cresce nella savana arborata sudamericana

Le Litracee comprendono in maggioranza specie erbacee o arbustive. Sono però presenti anche alcune specie arboree, limitate a regioni temperato-calde o tropicali.
I fiori sono in genere colorati e ben evidenti, isolati o più spesso riuniti in infiorescenze di vario tipo (pannocchie, racemi ecc.).
I frutti sono in genere capsule che si aprono a maturità, più raramente bacche.

## Distribuzione e habitat
Le Litracee si concentrano nelle regioni a clima temperato-caldo e tropicale, ma non mancano nelle regioni a clima temperato-freddo. Generalmente amanti dell'umidità (esistono tra le Litracee varie erbe acquatiche), rifuggono dalle regioni desertiche.
In Italia sono presenti nella flora spontanea i generi Ammannia, Lythrum e Trapa. Vengono inoltre utilizzati, anche nei nostri climi, come piante ornamentali i generi Lagerstroemia e Punica.

## Tassonomia
All'interno della famiglia delle Lythraceae sono incluse oltre 600 specie, ripartite fra i seguenti 28 generi:
- Adenaria Kunth
- Ammannia L.
- Capuronia Lourteig
- Crenea Aubl.
- Cuphea P.Browne
- Decodon J.F.Gmel.
- Didiplis Raf.
- Diplusodon Pohl
- Duabanga Buch.-Ham.
- Galpinia N.E.Br.
- Ginoria Jacq.
- Heimia Link
- Koehneria S.A.Graham, Tobe & Baas
- Lafoensia Vand.
- Lagerstroemia L. (il mirto crespo), alberetto ornamentale originario dell'Asia
- Lawsonia L. (la henna), arbusto nordafricano e asiatico da cui si ricava l'henné
- Lourtella S.A.Graham, Baas & Tobe
- Lythrum L. (la salicaria o salcerella), erba dei luoghi umidi presente anche nella flora spontanea italiana
- Pehria Sprague
- Pemphis J.R.Forst. & G.Forst.
- Physocalymma Pohl
- Pleurophora D.Don
- Punica L. (il melograno), da Linneo inserito in una famiglia a sé
- Rotala L.
- Sonneratia L.f.
- Tetrataxis Hook.f.
- Trapa L. (la castagna d'acqua), pianta acquatica presente spontanea anche in Italia
- Woodfordia Salisb.